# 2091
Năm 2091: Trong lịch Gregory, nó sẽ là năm thứ 2091 của Công nguyên hay của Anno Domini; năm thứ 91 của thiên niên kỷ thứ 3 và của thế kỷ 21 và năm thứ hai của thập niên 2090.

## Sự kiện diễn ra

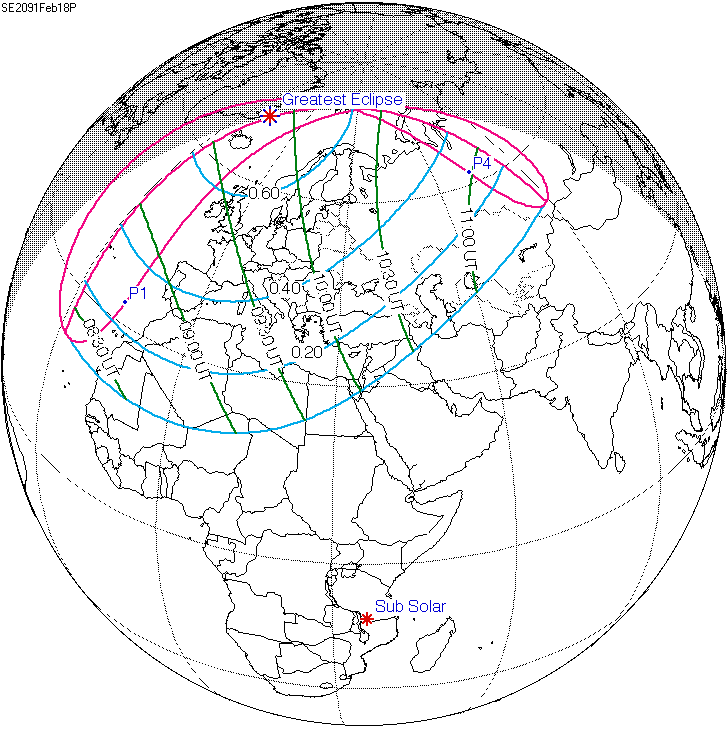
Nhật thực 18/2/2091

- Nhật thực 18 tháng 2[1]
- Nhật thực 15 tháng 8[2]